# Яковенко, Илья Яковлевич
Илья́ Я́ковлевич Якове́нко (13 [26] мая 1900 — 20 ноября 1943) — участник Великой Отечественной войны, Герой Советского Союза (1944, посмертно), командир пулемётного расчёта 691-го стрелкового полка 383-й стрелковой дивизии отдельной Приморской армии, старший сержант.

## Биография
Родился 13 (26) мая 1900 года (по другим данным — в 1899 году) в селе Васильевка, ныне село Гребениковка Тростянецкого района Сумской области (Украина), в семье крестьянина. Украинец. В 1911 году окончил 4 класса начальной школы в родном селе. Работал в домашнем хозяйстве.
После Октябрьской революции возглавил в родном селе комитет бедноты. В 1920—1922 годах проходил срочную службу в Красной Армии, в городе Великие Луки (ныне Псковская область). После демобилизации вернулся домой. Трудился рабочим в зерносовхозе в посёлке Грязненский (Сумская область), в 1929—1934 годах был председателем сельпо в селе Гребениковка (ныне Тростянецкий район Сумской области). Член ВКП(б) с 1929 года (по другим данным — с мая 1942 года). Накануне войны работал бригадиром скотооткормочного пункта в селе Бездрик (ныне Сумский район Сумской области).
В Красной Армии с июня 1941 года. Боевой путь начал на Южном фронте командиром отделения 716-го батальона аэродромного обслуживания. Затем воевал в составе 16-го отдельного инженерного батальона, 19-го отдельного понтонно-мостового батальона на Закавказском и Северо-Кавказском фронтах. Был дважды контужен.
К сентябрю 1943 года младший сержант И. Я. Яковенко был командиром миномётного расчета 691-го стрелкового полка 383-й стрелковой дивизии, награждён медалью «За отвагу».
Командир пулемётного расчёта 691-го стрелкового полка (383-я стрелковая дивизия, Отдельная Приморская армия) старший сержант И. Я. Яковенко в составе десантного отряда форсировал Керченский пролив. Его пулемётный расчёт со 2-го по 3-е ноября 1943 года отличился в бою при расширении плацдарма севернее города Керчь и овладении высотой Царский Курган. За отличие в этих боях награждён орденом Красной Звезды.
20 ноября 1943 года в бою за село Катерлез (ныне Войково) старший сержант Яковенко огнем из пулемёта и гранатами уничтожил 4 огневые точки противника, наступал впереди пехоты, дал возможность стрелковым подразделениями прорвать передний край обороны противника. При отражении контратаки противника, оставшись один у пулемета, продолжал вести огонь по врагу, чем вызвал огонь врага на себя, чем дал возможность пехоте отразить атаку врага. В этом бою И. Я. Яковенко погиб.
Указом Президиума Верховного Совета СССР от 16 мая 1944 года за героизм, проявленный в боях с врагом во время расширения Крымского плацдарма, старшему сержанту Яковенко Илье Яковлевичу присвоено звание Героя Советского Союза (посмертно).
Считался похороненным в одной из братских могил в городе Керчь (Крым). В апреле 2014 года в ходе земляных работ рабочие обнаружили останки двух бойцов пулемётного расчета. В ходе поисковых работ были установлены имена бойцов, среди них оказался И. Я. Яковенко. В 2016 году вместе с другими бойцами похоронен на воинском мемориальном кладбище в Керчи.

## Награды
- Медаль «Золотая Звезда» Героя Советского Союза;
- орден Ленина;
- орден Красной Звезды;
- медаль «За отвагу».

## Память
Его именем названа улица в селе Набережное Тростянецкого района, маяк в Керчи. В мае 1948 года село Киз-Аул Ленинского района Крымской области переименовано на Яковенково. Имя И. Я. Яковенко выбито на аннотационной доске с именами земляков — Героев Советского Союза и полных кавалеров ордена Славы в городе Тростянце.
В 2017 году при поддержке фонда "Помним" и онлайн издания "Крымские Новости" снят документальный фильм "Из Забвения. Илья Яковенко" (продюсер: Тимур Пустынин, режиссеры: Олег Бердов, Кирилл Нагорняк). В фильме идёт речь о событиях 2014 - 2016 годов, в ходе которых были найдены останки Героя, отправлены на экспертизу, опознаны и перезахоронены.